# 実践の倫理
『実践の倫理』（じっせんのりんり、Practical Ethics）は、ピーター・シンガーの1979年の書籍。応用倫理学の入門書であり、複数の言語に翻訳されている。

## 概要
シンガーは、なぜ、あるいはどのようにして存在の利益が考慮されるべきかを詳細に分析する。シンガーの見解によると、ある存在の利益は常にそれが属する抽象的な集団ではなく、その存在が実際に持つ属性によって考慮されるべきである。シンガーは人種、性別、種、中絶、安楽死、子殺し、embryo experimentation、動物の倫理的地位、政治的暴力、外国援助、人には他者を援助する義務があるかなど、多くの倫理的問題を探究する。1993年に出版された第2版では、移民、環境、平等、障害、embryo experimentation、ドイツにおける学者の扱いについての章が追加された。2011年に出版された第3版では、移民についての章が削除され、気候変動についての章が追加された。

## 評価
『実践の倫理』は広く読まれ、哲学者のジョン・マーティン・フィッシャーによって「倫理学の入門課程における素晴らしいテキストである」と評されている。哲学者のジェームズ・レイチェルズは本書を「中絶、人種差別やその他の実践的な問題を取り扱った入門書」として推薦した。哲学者のマイラン・エンゲルは本書を「倫理的な生活を送りたいと思うすべての人にとっての必読書である」とした。
『ニューヨーク・レビュー・オブ・ブックス』における第3版のハーバート・ハートによる書評で、ハートは「功利主義を学ぶ学生にとって本書の有用性は形容し難い」としながらも、中絶の章における本書の哲学的な非一貫性を批判した。ハートは、シンガーが古典的功利主義と選好功利主義の中絶の見解を十分に説明しておらず、それらの違いを示していないと指摘した。

## 関連文献
- Midgley, Mary (October 1980). “Review: Consequentialism and Common Sense”. The Hastings Center Report 10 (5):  43–44. doi:10.2307/3561052. JSTOR 3561052.
- 大木竜児. “ピーター・シンガー 『動物の解放』『実践の倫理』”.  関西学院大学. 2022年11月23日閲覧。